# Державний драматичний театр
Державний драматичний театр України — перший професійний театр України, який отримав статус державного, згідно із законом уряду Української держави від 23 серпня 1918 року.

## Історія створення
25 серпня 1918 року гетьманський уряд затвердив законопроєкт про заснування у Києві Державного драматичного театру, а восени київські глядачі у будівлі на вул. Мерінгівській, 8 побачили драму-феєрію Лесі Українки «Лісова пісня», відтоді ця вистава стала візитівкою театру.
Спочатку планувалось діяльність театру організувати в приміщенні театру «Бергоньє», але не вдалось домовитись з антрепренером театру «Соловцов» Ісааком Дуваном-Торцовим і орендатором театру — антрепренером Максом Максіним. У доповіді Раді Міністрів Української Держави Петро Дорошенко повідомляв з цього приводу: «Зважаючи на те, що Максін є типичним для сього часу театральним спекулянтом: в Києві їм орендується в даний мент три театральні будинки; в двох він дає невисокого сорту фарс, а в третьому — власне в будинку театру „Бергоньє“, ним утримується дуже низькопробний театр мініатюр, який прислужується до грубого смаку юрби, находжу можливим ввійти з представленням, аби помешкання театру „Бергоньє“ було зреквізовано для потреби Державного драматичного театру». Але через заперечення німецького командування, яке планувало використання театру для культурних потреб німецьких вояків, приміщення театру «Бергоньє» так і не було реквізоване.
15 березня 1919 року за наказом радянської влади «про націоналізацію київських театрів» Державний драматичний театр перейменовано на «Перший театр Української Радянської Республіки імені Шевченка».

## Керівництво театру
На засіданні Театральної ради 5 червня 1918 директором театру було обрано Бориса Крживецького. Призначення затвердив 10 липня 1918 року міністр народної освіти Української Держави за гетьмана Павла Скоропадського Василенко Микола Прокопович.
На посаду головного режисера Крживецькому вдалось запросити вихідця з України, відомого на російських сценах режисера і актора Олександра Загарова (справжнє прізвище Фон-Фессінг), який як і Крживецький пройшов школу Московського художнього театру, а також «Товариства нової драми» В. Мейєргольда та Александринського театру в Петербурзі.

## Склад трупи
Склад трупи: І. Мар'яненко, Ф. Левицький, І. Замичковський, Г. Борисоглібська, С. Горст, Л. Гаккебуш, С. Каргальський, Є. Коханенко, О. Зініна, П. Коваленко, М. Тінський, Є. Сидоренко, С. Паньківський, І. Садовський, Г. Пелашенко, П. Тернюк, М. Морська та інші.
Згодом трупу театру поповнили випускники Музично-драматичного інституту імені М. В. Лисенка: Д. Антонович, О. Сердюк, Ф. Радчук, К. Осмяловська, К. Мельник (Загорянська), В. Маслюченко та інші.

## Репертуар
- «Лісова пісня» Лесі Українки (вперше на українській сцені)
- «Візник Геншель» і «Ткачі» Гауптмана
- «Привиди» та «Основи суспільності» Ібсена, «Тартюф» Мольєра
- «Мірандоліна» Карло Ґольдоні та ін.